# مصطفی المصباح
مصطفی المصباح (انگلیسی: Mustafa El-Musbah) بازیکن والیبال اهل لیبی بود. وی در بازی‌های المپیک تابستانی ۱۹۸۰ حضور داشته است.